# La rivale (film 2006)
La rivale (The Rival) è un film del 2006 diretto da Douglas Jackson e interpretato tra gli altri da Heather Tom, interprete nelle soap opera Beautiful  (nel ruolo di Katie Logan) e Sentieri, nel ruolo della final girl.

## Trama
Il film si apre con una scena che vede protagonisti un uomo e una donna; i due stanno discutendo: lei è rimasta incinta, e lui non vuole tenere il bambino, a maggior ragione per il fatto che ritiene lei lo abbia ingannato non prendendo di proposito la pillola e buttandosi in questa decisione senza averne prima parlato assieme. La donna si convince ad accondiscendere le richieste del suo compagno e scende dall'auto su cui si trovano per prelevare denaro da un vicino bancomat; qua viene raggiunta da un rapinatore che, preso dal panico, spara prima all'uomo, giunto in soccorso della donna; poi rivolge l'arma contro l'altra e le spara nella pancia. 
La scena si sposta qualche anno nel futuro, dove veniamo a sapere che l'uomo non è sopravvissuto al colpo d'arma da fuoco, mentre la donna, Alice, non solo ha perso il bambino che stava aspettando, ma anche la possibilità di averne in seguito. Alice, che ora è sposata con George e vive con lui una felice relazione matrimoniale, decide di trovare una donatrice di utero; vagliate tutte le proposte offerte dalle agenzie adibite a questo fine senza tuttavia trovare una donatrice che corrisponda alle esigenze della coppia, l'amica e collega di George, Sarah, presenta ai due Jennifer, una giovane vedova con una ragazzina a carico, molto responsabile e bisognosa di denaro; Jennifer piace subito sia a Alice che a George, così l'accordo è preso e la giovane donatrice si trasferisce a vivere dalla coppia, accompagnata dalla figlioletta; presto la situazione comincia a presentarsi più complicata di quanto non si immaginasse. Alice nutre dubbi immotivati sulle intenzioni di Jennifer, sino a convincersi che questa voglia portarle via il marito e crearsi così una famiglia tutta sua. La paura che la donna ha di perdere anche questo bambino la porta a trasformare le sue attenzioni in una vera e propria ossessione, arrivando a condizionare la serenità all'interno della casa, creando tensioni immotivate; Jennifer comincia a non sentirsi più a suo agio in casa dei coniugi Miller.
Nel frattempo, Alice visita più volte sua zia Estelle che, ricoverata in casa di riposo, le dice di essere stanca di quella collocazione e di aver voglia solo di andare a vivere con lei e la sua famiglia; quando Alice cerca di farle capire che questo non potrà avvenire, Estelle minaccia sua nipote di raccontare oscuri segreti al marito e a tutti gli altri, ed è qui che veniamo a sapere che nella sua infanzia Alice aveva ucciso suo padre appiccando un incendio e facendolo passare per un incidente; la mamma di Alice si era poi suicidata, poco dopo.
Alice manifesta tutta la sua frustrazione nelle visite regolari alla dottoressa Linda Zeller; la situazione precipita quando la donna, in una delle sue visite a zia Estelle, spinge quest'ultima in uno scatto d'ira, facendola cadere; la vecchia sbatte la testa violentemente e muore poco dopo. La follia di Alice comincia a manifestarsi in tutte le sue sfumature, sino a portarla ad un nuovo delitto, quando uccide la dottoressa, proprio quando questa cominciava a capire la vera indole e le intenzioni ossessive della donna.
La polizia indaga; intanto la gelosia di Alice nei confronti di Jennifer non fa che aumentare, sfociando in una violenta litigata col marito, al quale espone tutte le sue convinzioni, prima tra tutte quella che lui la voglia abbandonare in favore della donatrice; Jennifer sente tutto e, ferita, decide di lasciare la casa della famiglia Miller, portando avanti per conto suo la gravidanza.
Alice è disperata, e convince il marito a parlare con Jennifer affinché le cose si sistemino. Tuttavia il giorno dopo si ha una nuova scenata di gelosia; Alice, con l'intenzione di scusarsi, segue Jennifer al ristorante, dove doveva incontrare Sarah. Quando però la donna arriva e scopre che le altre due stanno discutendo su quanto avvenuto la sera prima, e Sarah sta proprio consigliando a Jennifer di andare via dalla casa, Alice ha un nuovo moto di gelosia e rabbia, la situazione degenera, e la spaccatura che già c'era tra le due donne acquista proporzioni insanabili.
Jennifer corre a casa a preparare la valigia per tornare a vivere con Sarah; segue un violento epilogo della situazione: George capisce che la moglie ha bisogno di cure, ma Alice, disperata per la situazione che si è venuta a creare e spronata dalla voce insistente della zia Estelle, defunta ma sempre presente in maniera ossessiva nella vita della donna, minaccia prima di togliersi la vita, poi accoltella George, uccidendolo. 
La polizia, già sulle tracce della donna per l'omicidio della psicologa, arriva in tempo solo per arrestare Alice e constatare la morte di suo marito.
La scena si sposta diciotto mesi dopo; Jennifer vive in compagnia di Sarah e delle sue due figlie, una delle quali è il frutto della gravidanza per cui Jennifer si era prestata.
Da una notizia alla radio veniamo a sapere che c'è stata una fuga dal manicomio criminale: solo due delle tre evase sono state catturate di nuovo; ed è proprio Alice la latitante.
La donna raggiunge la casa dove vivono le altre nel momento in cui Jennifer accompagna sua figlia più grande a casa di un'amica; Alice coglie di sorpresa Sarah e, una volta resa inoffensiva, la lega e la rinchiude in una stanza, apprestandosi a scappare con quello che ormai vede a tutti gli effetti come il suo bambino.
Ma Jennifer torna a casa e, nonostante Alice la assalga con un coltello, la prima ha la meglio.
Ora Jennifer può vivere finalmente tranquilla con le sue due bambine, accompagnata e aiutata dalla fidatissima Sarah.